# Didagur, Haveri
Didagur là một làng thuộc tehsil Haveri, huyện Haveri, bang Karnataka, Ấn Độ.